# Reliance, Wyoming

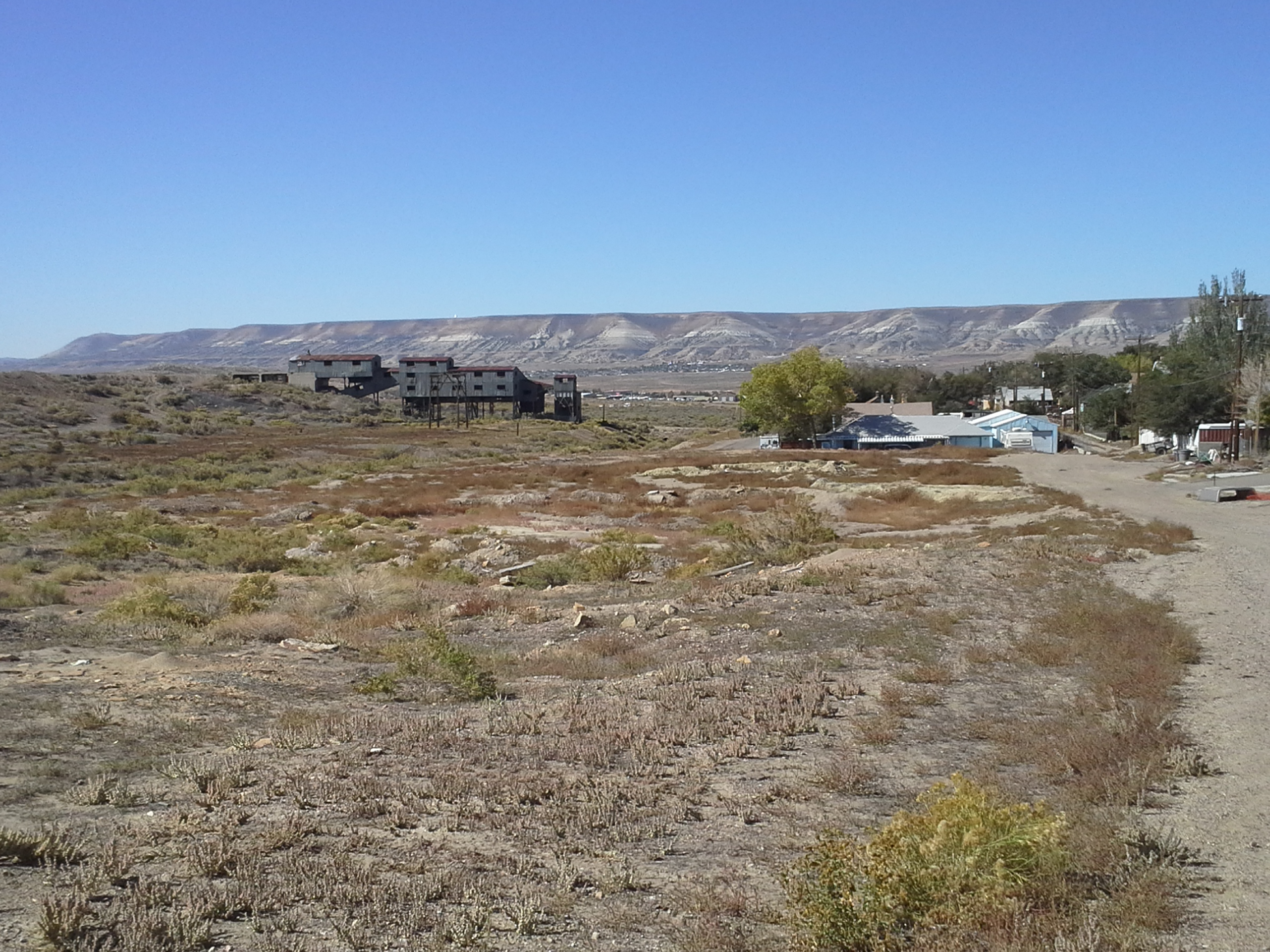
Vy mot Reliance med den nedlagda kolgruvan.

Reliance är en ort (census-designated place) i Sweetwater County i södra delen av den amerikanska delstaten Wyoming. Orten är en av Rock Springs norra förorter och hade 714 invånare vid 2010 års federala folkräkning.